# Ikarios

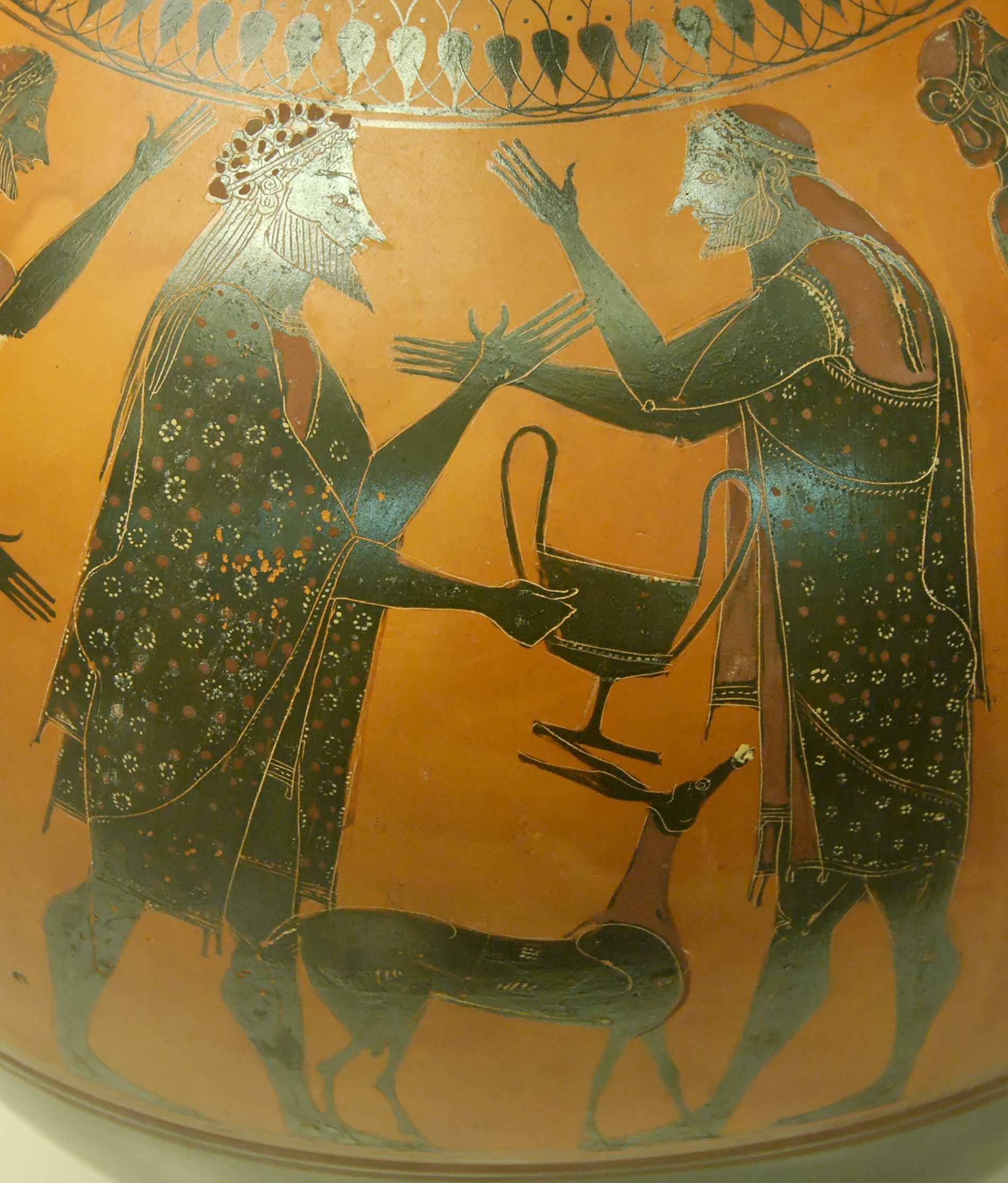
Dionysos und Ikarios (attische Amphora aus Vulci)

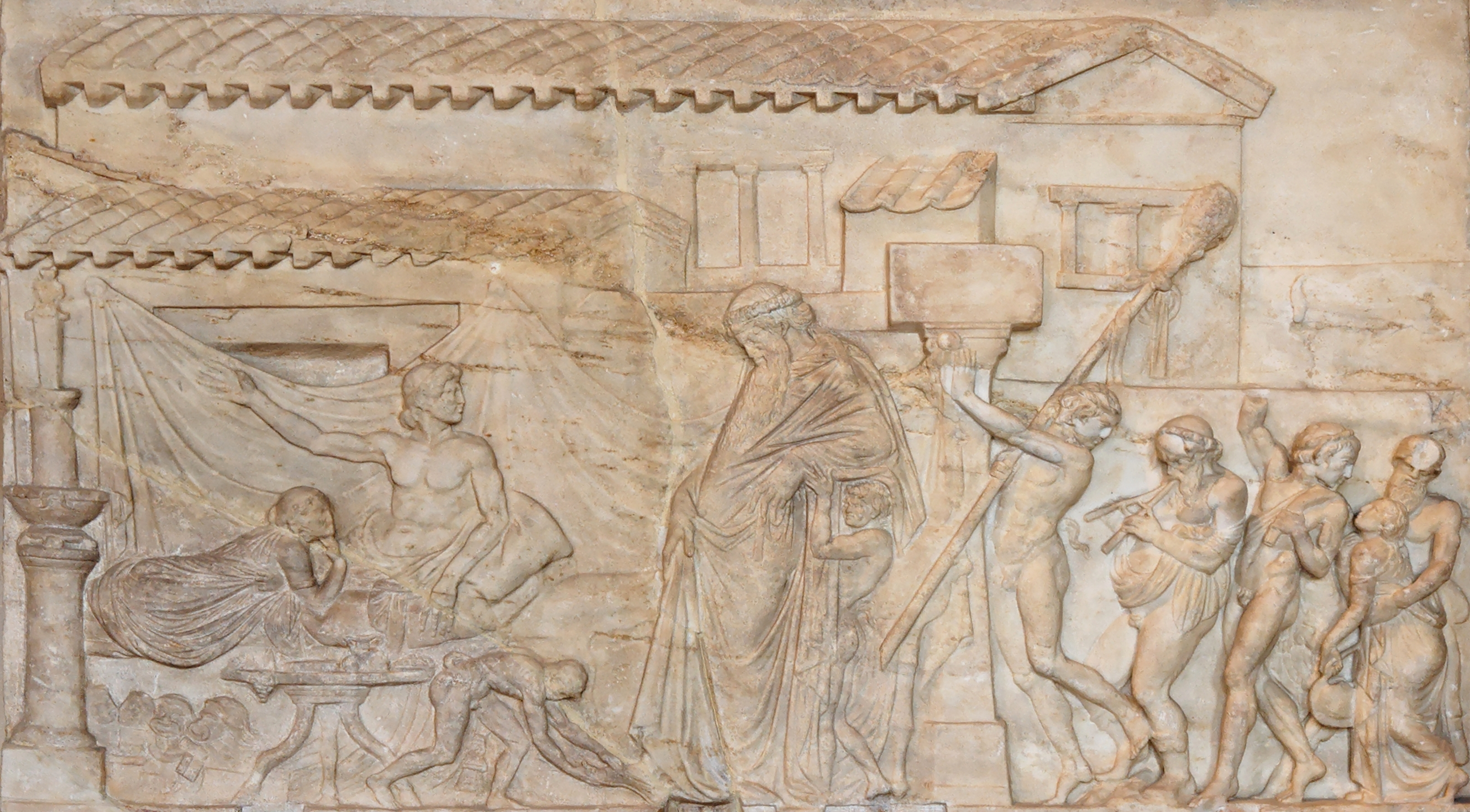
Dionysos erscheint mit seinem Gefolge (Marmorrelief, römische Kopie des 1./2. Jhdts.)

Ikarios (altgriechisch Ἰκάριος Ikários) war der namengebende Heros des attischen Demos Ikaria und in der griechischen Mythologie der sagenhafte Begründer des Weinbaus.

## Die Sage
Den Ausgangspunkt der Überlieferung bildet das nur in wenigen Fragmenten erhaltene Gedicht Erigone des Eratosthenes von Kyrene, das im 3. Jahrhundert v. Chr. entstand. Die Sage wurde nicht von Eratosthenes erfunden, sondern es gab schon früher eine Ikariossage, einen Kult des Ikarios und Lieder. Möglicherweise wurde der Stoff bereits in einer verlorenen Tragödie des Sophokles behandelt. Die überlieferten Versionen der Sage gehen aber letztlich alle auf die Fassung des Eratosthenes zurück.
Ikarios lebte zur Zeit des attischen Königs Pandion und war mit Phanothea, der Erfinderin des Hexameters, verheiratet.
In der Bibliotheke des Apollodor wird Ikarios ausdrücklich als Kulturbringer bezeichnet: Demeter mit der Gabe des Korns und Dionysos mit der Gabe des Weins erscheinen gleichzeitig in Attika, und Ikarios spielt in Athen als Verbreiter des Weinbaus die gleiche Rolle wie Keleos bzw. dessen Sohn Triptolemos in Eleusis als Verbreiter des Getreideanbaus.
Ikarios hatte den wandernden Dionysos gastfreundlich aufgenommen. Eine zunächst angebotene frische Ziegenmilch lehnte der Gott ab und machte seinen Gastgeber stattdessen mit der sorgenbrechenden Kraft des Weines vertraut. Da Ikarios als geschickter Gärtner galt, unterwies ihn Dionysos darüber hinaus in der Kunst des Weinbaus. Im Auftrag des Gottes fuhr Ikarios auf einem mit Weinschläuchen beladenen Wagen durch Attika, um die Bewohner des Landes mit dem neuen Trank bekannt zu machen. Als einige Hirten in tiefem Rausch besinnungslos wurden, meinten ihre Kameraden, sie seien vergiftet worden, ermordeten den Ikarios und verscharrten die Leiche unter einem Baum auf dem Hymettos. Hyginus referiert auch eine abweichende Version, nach der Ikarios nicht unter einem Baum verscharrt, sondern in den Quell des Anigros geworfen worden sei, weshalb niemand mehr von dessen Wasser getrunken habe.
Nach langem Suchen fand endlich seine Tochter Erigone, geleitet von ihrem Hund Maira, das Grab, beerdigte den Vater und erhängte sich an dem Baum. Auch der Hund Maira gab sich den Tod.
Ikarios wurde als Bootes („Ochsentreiber“, da er auf einem Ochsengespann umhergefahren war), Erigone als Jungfrau, Maira als Sirius an den Himmel versetzt. Den Bewohnern Attikas aber schickte Dionysos eine Selbstmordepidemie unter den Jungfrauen, die nicht endete, bis man der Erigone und dem Ikarios ein Opferfest stiftete, das sogenannte „Schaukelfest“ (Aiora).
Vom Schicksal der Mörder berichtet Hyginus in seinen Sternsagen, sie hätten sich auf die Insel Keos geflüchtet und hätten dort freundliche Aufnahme gefunden. Daraufhin hätte Sirius-Maira sich erhoben und durch die Hitze der Hundstage die Bewohner zum Verschmachten gebracht. Aristaios, der König von Keos und Sohn des Apollon, bat seinen Vater um einen Orakelspruch, wie dem Elend abzuhelfen sei. Der Gott antwortete, Aristaios solle zur Sühne reichliche Opfer spenden und Zeus bitten, einen linden Wind zur Milderung der Hitze zu senden. Das geschah und Zeus sandte die in den Sommermonaten 40 Tage lang wehenden Etesienwinde, die heute als Meltemi bekannt sind.
In den Dionysiaka des Nonnos von Panopolis wird im 47. Gesang ebenfalls der Mythos von Ikarios und Erigone mit einigen Abweichungen erzählt. Nonnos hat den Mythos auf der Grundlage des Gedichts des Eratosthenes oder einer letztlich auf diesem Gedicht fußenden Umgestaltung des Stoffs wiedergegeben.
Pseudo-Plutarch erzählt in den Parallela Minora (Kap. 9) ein römisches Analogon: Dort ist von einem Landmann die Rede, der von Saturn besucht wird, der die Tochter, die hier Entoria heißt, verführt und mit ihr vier Söhne zeugt (Janus, Hymnus, Faustus, und Felix). Saturn lehrt Ikarius den Weinbau, es kommt zum gleichen Missverständnis und Ikarius wird gesteinigt, worauf sich seine Söhne erhängen. Es wird allerdings davon ausgegangen, dass es sich bei den Parallela Minora um eine Parodie (mit auffallenden sprachlichen Schwächen) handelt.

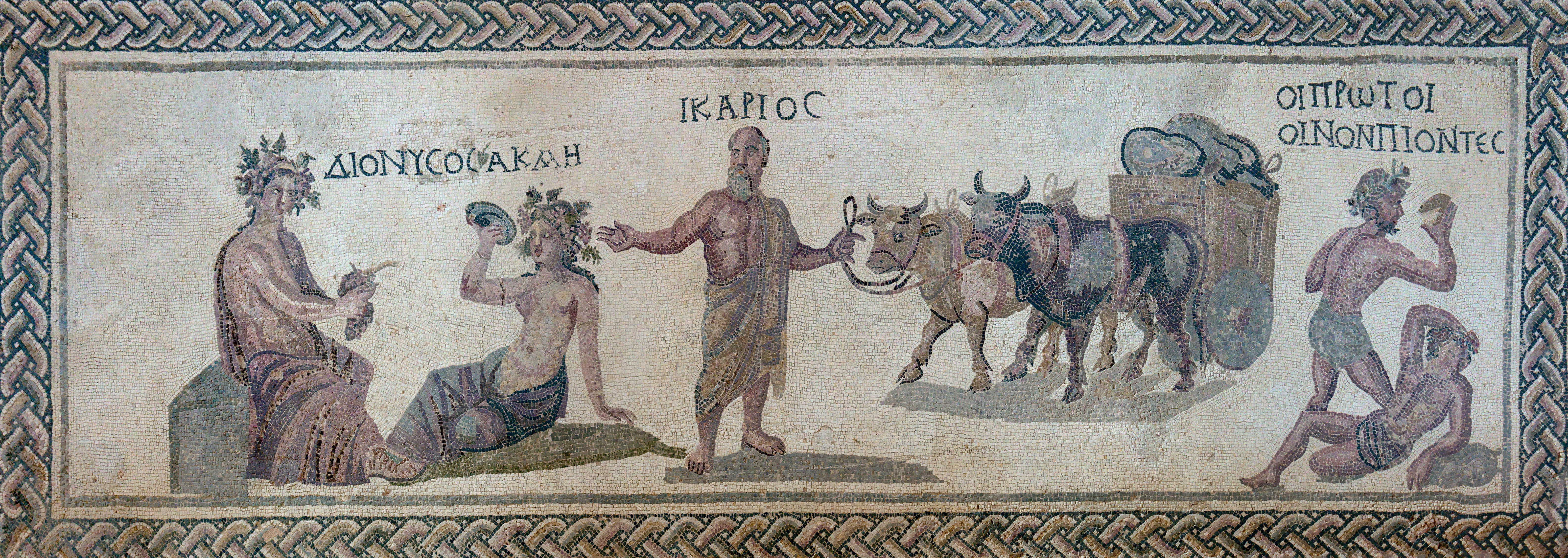
Spätantikes Mosaik aus Paphos (2./3. Jahrhundert n. Chr.) – links Dionysos mit der Nymphe Akme (Personalisierung der Jugend), in der Mitte Ikarios mit Ochsengespann, rechts „die ersten Weintrinker“, wie es auf Griechisch heißt

## Vermuteter Zusammenhang mit der Entstehung der Tragödie
Hyginus verknüpft die Ikariossage mit der Einführung eines neuen Tanzes und zitiert dabei einen Vers des Eratosthenes. Sein Bericht ist in der Forschung mit dem Ursprung der griechischen Tragödie in Zusammenhang gebracht worden, was zu einer intensiven, weiterhin andauernden Forschungsdebatte geführt hat. Der Vers ist fehlerhaft überliefert und schwer zu deuten. Zunächst wird berichtet, Ikarios habe mit den von Dionysos erhaltenen Rebstöcken einen Weingarten gepflanzt. Die fragliche Stelle lautet:

„Als er [Ikarios] den Weinstock gepflanzt und ihn durch sorgfältigste Pflege leicht zum Blühen gebracht hatte, soll ein Bock in den Weingarten gekommen sein, dort die zarten Blättchen gesehen und sie abgerupft haben. Über diese Tat soll Ikarios zornig geworden sein, ihn getötet, aus dessen Haut einen Lederschlauch gefertigt, ihn mit Luft gefüllt, in die Mitte geworfen und seine Genossen gezwungen haben, um ihn zu tanzen. Deshalb sagt Eratosthenes: ‚In Ikaria, wo sie [die Ikarier] zum ersten Mal um einen Bock tanzten.‘“

Von dem Bock (τραγος tragos) soll der Begriff „Tragödie“ abgeleitet sein, der mit dem „Bocksgesang“ zusammenhänge. Einer Deutung zufolge war das Fell des Bockes der erste Dichterpreis und Ikarios der erste Chorführer. Vergil übernimmt in den Georgica diese Ätiologie. Auch das als Ἀσκωλιασμός Askōliasmós bezeichnete Springen (auf einem Bein) über die aufgeblasene Bockshaut beim Trinkgelage soll hier seinen Ursprung haben. Der Deutung als „Bocksgesang“ steht allerdings der gewichtige Umstand entgegen, dass in dem Vers nicht von einem Gesang, sondern von einem Tanz die Rede ist.